# Genki Nagasato
Genki Nagasato (永里 源気 Nagasato Genki?), född 16 december 1985 i Tokyo prefektur, är en japansk före detta fotbollsspelare.
Nagasato började sin karriär 2004 i Shonan Bellmare. Han spelade 102 ligamatcher för klubben. Efter Shonan Bellmare spelade han för Tokyo Verdy, Avispa Fukuoka, Ventforet Kofu, FC Tokyo, Gainare Tottori, Ratchaburi FC och Port FC. Han avslutade karriären 2017.